# Calado aéreo

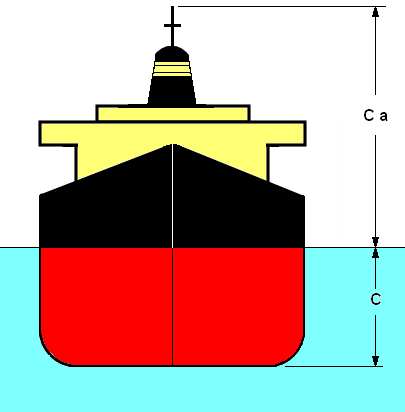
Ca = Calado aéreo. C = Calado.

En náutica, el calado aéreo es la distancia vertical entre el punto más alto de una embarcación y la línea de flotación. Incluye la obra muerta (la parte del casco que está por encima de la línea de flotación) más la superestructura (lo que está construido por encima de la cubierta). Debe tenerse en cuenta cuando se navega por debajo de puentes o líneas de alta tensión. 

## Tipos
Dado que un buque mercante puede tener distintos estados de carga, se definen dos calados aéreos extremos a fin de contemplar los límites entre los que varía.
- Calado aéreo en lastre: Es el mayor de ambos y es el que adopta el buque estando vacío.

- Calado aéreo para la máxima carga: Es el menor de ambos y se observa con el buque en su mayor estado de carga.

Es un parámetro a considerar cuando se navega por debajo de puentes o líneas de alta tensión en acceso a puertos o ríos. Toda vez que deba franquearse un obstáculo de esta naturaleza, deberá tenérselo en cuenta, así como la altura de mareas y el gálibo del objeto.

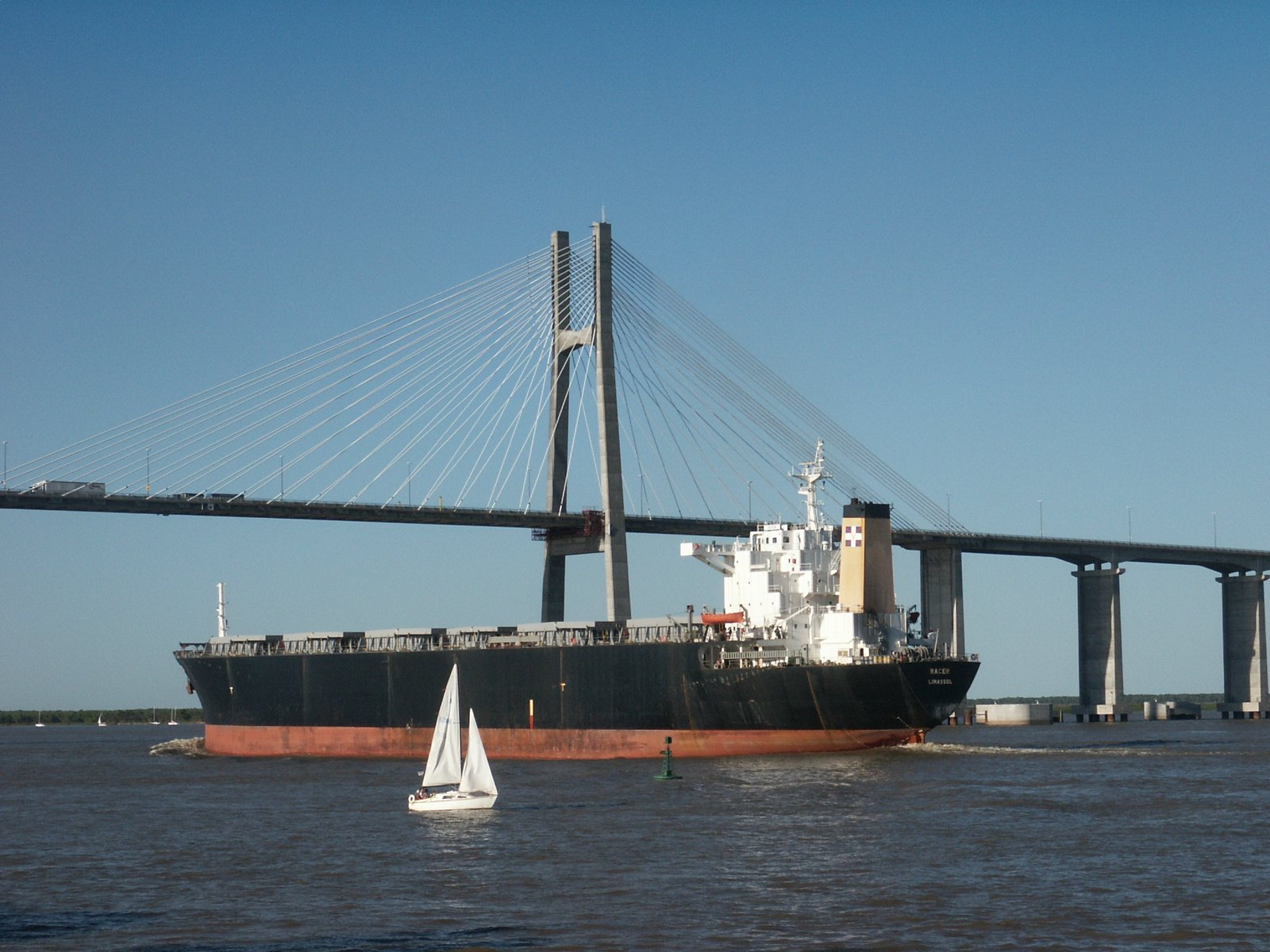
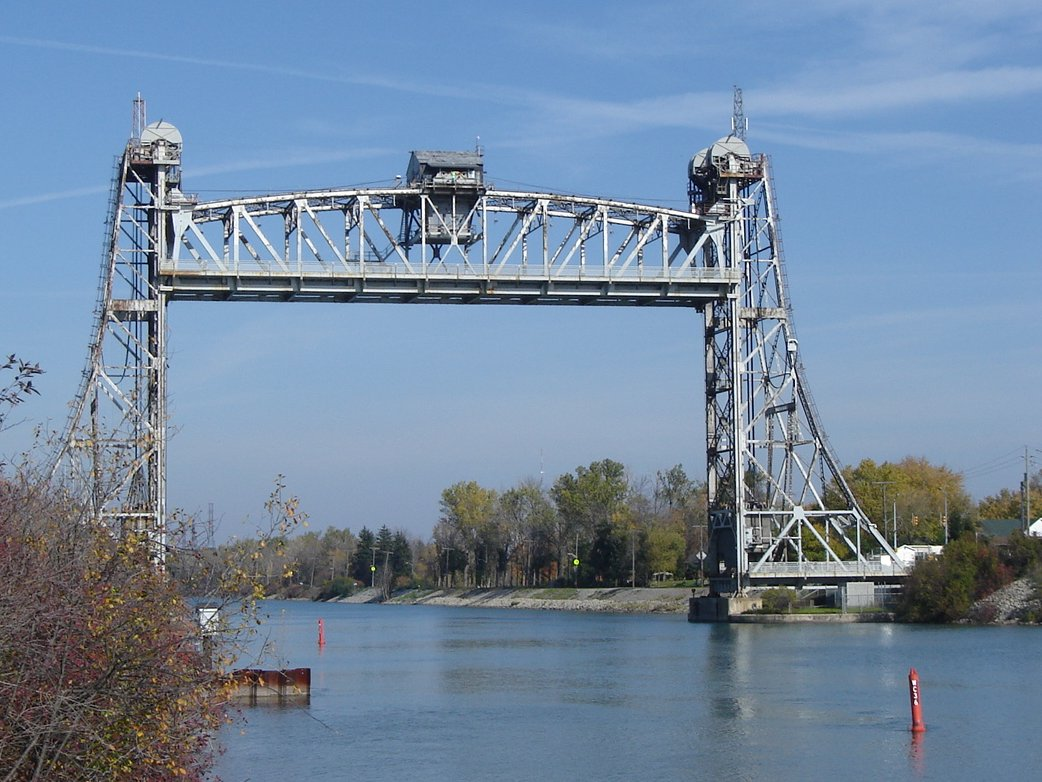